# オリンピック・スタジオ

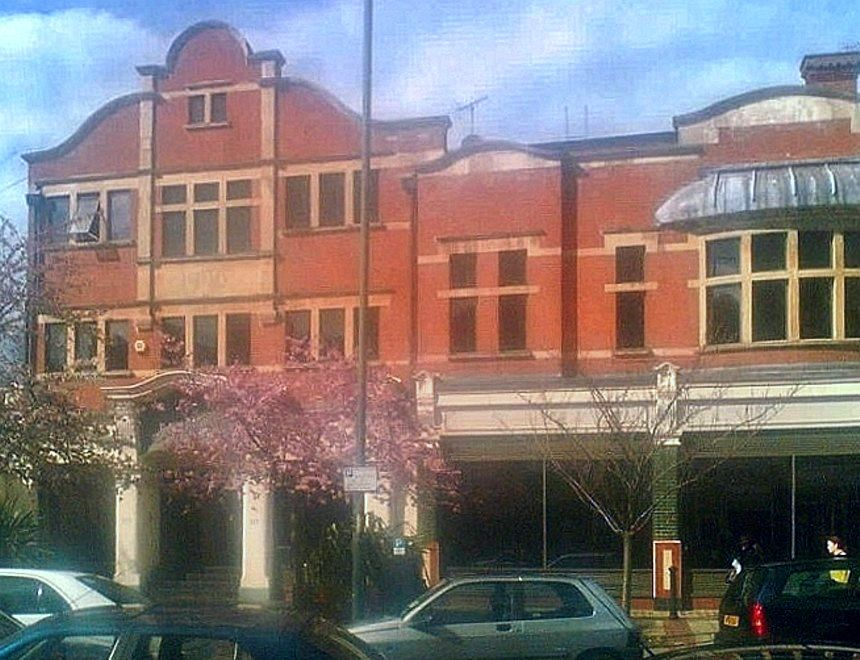
2008年撮影

オリンピック・スタジオ (Olympic Studios) は、イングランドサウスウエスト・ロンドン、バーンズのチャーチ・ロード117にあった商用録音スタジオ。1960年代後半から、ロックやポップスの分野で数々の作品を生み出したことで知られる。
元々の建物は、劇場用として1906年にバーンズ・レパートリー・カンパニーによって建設されたものである。その後、1950年代後半にギルドTVが買収し、映画スタジオに改装されたが、1965年にオリンピック・サウンド・スタジオによって買収された。録音スタジオへの改築は建築家のロバートソン・グラントが務め、音響設備はキース・グラントとラッセル・ペッティンガーによって構築された
。
ミキシング・コンソールは、スタジオのメンテナンス・スタッフによるカスタムで、ディック・スウェテンハム、キース・グラント、ジム・ドウラー、ジム・マクブリッジらの手が加えられ「オリンピック」の名を世に知らしめることとなった。その後、スウェテンハムは会社を設立し、「ヘリオス」ブランドのコンソールの販売を始め、グラントからの受注によって製造した最初の機器"Helios one"をスタジオ2に納入した。「オリンピック」と「ヘリオス」のコンソールは、現在もその音質で高い評価を受けている。
『オリンピック・スタジオ』は、ミュージック・ウィーク誌の「ベスト・レコーディング・スタジオ」に5度にわたって輝くなど高い評価を受けたが、2009年のEMIとヴァージン・グループの統合によって、40年におよぶ成功と栄光の歴史に幕を閉じることとなった。